# لوچیا ماشینو
لوچیا ماشینو (ایتالیایی: Lucia Mascino؛ زادهٔ ۲۷ ژانویهٔ ۱۹۷۷) بازیگر اهل ایتالیا است.
از فیلم‌ها یا برنامه‌های تلویزیونی که وی در آن نقش داشته است، می‌توان به ما یک پاپ داریم و تعطیلات در مریخ اشاره کرد.